# Školjka šumi (1990.)
Školjka šumi, hrvatski dugometražni film iz 1990. godine.